# Jean Taulelle

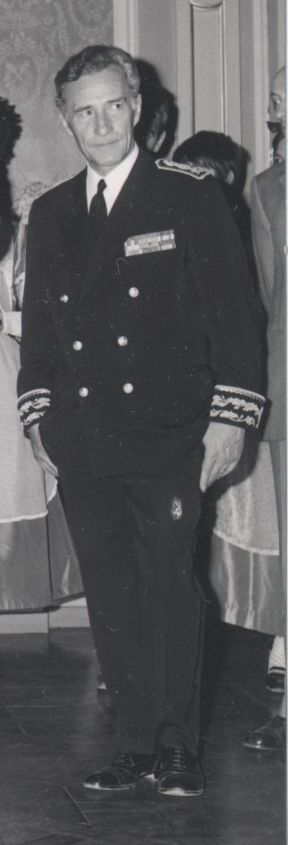
Jean Taulelle, 1971

Jean Paul Auguste Taulelle (* 15. April 1915 in Alès, Département Gard; † 22. April 1999 in Paris) war ein französischer Verwaltungsbeamter, der unter anderem Präfekt verschiedener Départements sowie zwischen 1974 und 1977 Präfekt von Paris war.

## Leben

### Rechtsanwalt, Zweiter Weltkrieg und Unterpräfekt
Jean Paul Auguste Taulelle begann nach dem Besuch des Lycée in Alès ein Studium der Rechtswissenschaften an der Universität Montpellier, das er am 9. Juli 1935 mit einem Lizenziat (Licence en droit) beendete. Am 15. Juni 1935 wurde er als Rechtsanwalt am Berufsgericht (Cour d’appel) von Montpellier zugelassen, wechselte aber in den Staatsdienst und wurde am 15. Oktober 1935 Attaché im Kabinett von Émile Bollaert, der unter anderem zwischen 1934 und 1940 Präfekt des Départements Rhône war. Er leistete im Anschluss zwischen dem 15. Oktober 1936 und dem 15. April 1938 seinen Militärdienst. Am 15. April 1938 wurde er stellvertretender Kabinettschef (Chef adjoint de cabinet) von Émile Bollaert. Seine 1938 begonnene Promotion musste er wegen des Zweiten Weltkrieges 1939 abbrechen und wurde am 25. August 1939 zum Militärdienst eingezogen. Als Leutnant der Infanterie geriet er in deutsche Kriegsgefangenschaft und schied nach Ende des Krieges am 22. Mai 1945 aus dem Militärdienst. Für seine Verdienste im Zweiten Weltkrieg wurde ihm das Croix de guerre 1939–1945 verliehen.
Nach Kriegsende wurde Taulelle am 17. August 1945 Kabinettschef des Kommissars (Commissaire de la République) der damaligen Region Straßburg sowie im Anschluss am 20. August 1946 Unterpräfekt (Sous-préfet) des Arrondissements Condom. Danach wurde er am 24. Juni 1948 Unterpräfekt des Arrondissements Cholet sowie am 15. Juni 1950 Unterpräfekt des Arrondissements Saintes, ehe er am 31. Juli 1953 Unterpräfekt des Arrondissements Villefranche-sur-Saône wurde. Am 27. Juli 1955 übernahm er den Posten als Generalsekretär des Départements Seine-Maritime. Am 24. Juni 1958 wurde ihm das Ritterkreuz der Ehrenlegion verliehen.

### Präfekt verschiedener Départements
Anfang 1960 ging Jean Taulelle nach Französisch-Algerien und wurde zuerst am 19. Februar 1960 Präfekt der Provinz Sétif sowie am 5. Mai 1961 Präfekt der Provinz Bône. Nach seiner Rückkehr übernahm er am 30. Dezember 1961 von Robert Élie Pissère das Amt als Präfekt des Départements Dordogne und übte dieses bis zum 21. Dezember 1967 aus, woraufhin François Charles Maxime Mignon seine Nachfolge antrat. Am 1. Februar 1968 übernahm er als Nachfolger von André Vimeney das Amt als Präfekt des Départements Saône-et-Loire und hatte dieses bis zur Ablösung durch Jacques Patault am 1. Februar 1972 inne. Für seine Verdienste wurde ihm am 27. Dezember 1969 das Offizierskreuz der Ehrenlegion verliehen. Am 1. Februar 1972 wurde er Nachfolger von Bernard Vaugon als Präfekt des Départements Hérault und bekleidete dieses bis zum 11. Dezember 1973, woraufhin Marcel Blanc ihn ablöste. Zugleich fungierte er zwischen dem 1. Februar 1972 und dem 11. Dezember 1973 als Präfekt der Region Languedoc-Roussillon. Im Anschluss wurde er am 22. Dezember 1973 Präfekt des Départements Seine-Maritime und damit Nachfolger von Jean-Gabriel Eriau. Er hatte dieses Amt bis zu seiner Ablösung durch Claude Boitel am 29. November 1974 inne und war zudem zwischen dem 22. Dezember 1973 und dem 29. November 1974 auch Präfekt der Region Haute-Normandie.
Am 3. Dezember 1974 übernahm Taulelle von Jean Verdier das Amt als Präfekt von Paris und bekleidete dieses bis zum 18. März 1977, woraufhin Lucien Lanier sein Nachfolger wurde. Er wurde des Weiteren am 27. März 1975 zum Kommandeur der Ehrenlegion ernannt. Er engagierte zugleich von 1975 bis 1977 als Präsident des Verbandes der Präfekturen (Association du corps préfectoral). Im Anschluss war er zwischen dem 24. März 1977 und 1981 Mitglied des Staatsrates (Conseil d’État). Des Weiteren war er von 1977 bis 1981 Präsident der Gesellschaft der Autobahnen in Nord- und Ostfrankreich (Société des autoroutes du Nord et de l’Est de la France) und wurde im April 1979 Präsident des Rates des Roten Kreuz im Département Paris.